# ادگار ون نایز آلن
ادگار ون نایز آلن (انگلیسی: Edgar Van Nuys Allen؛ ۲۲ ژوئن ۱۹۰۰ – ۱۴ ژوئن ۱۹۶۱) یک پزشک اهل ایالات متحده آمریکا بود.
وی متخصص دستگاه گردش خون و پزشک مایو کلینیک در راچستر، مینه‌سوتا بود و شهرتش بابت پژوهش‌هایش در زمینهٔ بیماری‌های سرخرگ محیطی و ابداع آزمون آلن است. وی پژوهش‌های وسیعی در زمینهٔ ساخت دیکومارول دارد که یک داروی ضدانعقاد طبیعی است که از کومارین به‌دست می‌آید.
در خلال جنگ جهانی دوم او در سپاه پزشکان ارتش ایالات متحده آمریکا خدمت می‌کرد.
وی همچنین برندهٔ جوایزی همچون جایزه پژوهش پزشکی بالینی لسکر-دی‌بیکی شده‌است.